# Mayamontana
Mayamontana Castellano, Trappe & Lodge è un genere di funghi basidiomiceti della famiglia Stephanosporaceae Oberw. & E. Horak. Questo genere comprendente una sola specie, M. coccolobae Castellano, Trappe & Lodge: entità descritta originariamente per il Belize, sulla base di campioni semi-ipogei raccolti sui Monti Maya (da cui il nome generico) in lettiera poco densa sotto Coccoloba belizensis Standl. (da cui l'epiteto specifico) and Neea sp.. Successivamente la specie è stata segnalata per il Messico sotto Byrsonima crassifolia (L.), Coccoloba spicata Lundell, Gymnopodium floribundum Rolfe e Haematoxylum campechianum L. Considerato inizialmente un genere ectomicorrizico, studi molecolari sembrano smentire questa ipotesi. 

## Descrizione
Basidiomi semi-ipogei, con profilo variabile da subgloboso a globoso, ovoidale, senza rizomorfe o columella, con punto di attacco al substrato ben evidente, fino a 11-16 mm (quando freschi). Superficie di colore arancio, leggermente vellutata, rugosa. Gleba di colore giallastro, arancio pallido (quando reidratata in KOH 5% il mediostrato della trama si colora di rosso brillante), con loculi arrotondati o leggermente allungati, di circa 1 mm. Odore e sapore non significativi.